# Only the Brave (2006)
Only the Brave is een Amerikaanse film uit 2006. De film is geregisseerd door Lane Nishikawa. De film is gebaseerd op ware gebeurtenissen rondom het Amerikaanse 100e/442e regiment. Het regiment bestond vooral uit Amerikaanse vrijwilligers van Japanse afkomst die tijdens de Tweede Wereldoorlog voor Amerika vochten.

## Rolverdeling (alfabetisch)
| Acteur                | Personage                      |
| --------------------- | ------------------------------ |
| Jennifer Aquino       | Grace Nakajo                   |
| Mark Dacascos         | Sergeant Steve Zaki Senzaki    |
| Jeff Fahey            | Luitenant William Terry        |
| Gina Hiraizumi        | Eleanor Takase                 |
| Jason Scott Lee       | Sergeant Glenn Tak Takase      |
| Emily Liu             | Nancy Loo                      |
| Noriyuki "Pat" Morita | vader van Jimmy Takata         |
| Ken Narasaki          | Dr Richard Doc Naganuma        |
| Lane Nishikawa        | Sergeant Jimmy Takata          |
| Yuji Okumoto          | Sergeant Yukio Yuk Nakajo      |
| Kipp Shiotani         | Korporaal Johnny Nomu Nomura   |
| Tamlyn Tomita         | Mary Takata                    |
| Greg Watanabe         | Soldaat Freddy Watada          |
| Garret Sato           | Korporaal Richard Hilo Imamura |